# Credicard Citi Mastercard Tennis Cup 2009
Il Credicard Citi MasterCard Tennis Cup 2009 è un torneo professionistico di tennis maschile giocato sulla terra rossa, che faceva parte dell'ATP Challenger Tour 2009. Si è giocato a Campos do Jordão in Brasile dal 3 al 9 agosto 2009.

## Partecipanti

### Teste di serie
| Nazionalità | Giocatore          | Ranking* | Testa di serie |
| ----------- | ------------------ | -------- | -------------- |
| Brasile     | Thiago Alves       | 88       | 1              |
| Argentina   | Horacio Zeballos   | 98       | 2              |
| Argentina   | Juan Ignacio Chela | 165      | 3              |
| Messico     | Santiago González  | 173      | 4              |
| Brasile     | Ricardo Hocevar    | 179      | 5              |
| Argentina   | Eduardo Schwank    | 187      | 6              |
| Regno Unito | Joshua Goodall     | 193      | 7              |
| Brasile     | João Souza         | 200      | 8              |

- Ranking al 27 luglio 2009.

### Altri partecipanti
Giocatori che hanno ricevuto una wild card:
- José Pereira
- Rafael Rondino
- Ricardo Siggia
- Guillermo Alcaide (Special Exempt)

Giocatori passati dalle qualificazioni:
- Alexandre Bonatto
- Raven Klaasen
- André Miele
- Guido Pella

## Campioni

### Singolare
Horacio Zeballos ha battuto in finale  Thiago Alves con il punteggio di 6(4)–7, 6–4, 6–3

### Doppio
Joshua Goodall /  Samuel Groth hanno battuto in finale  Rogério Dutra da Silva /  Júlio Silva con il punteggio di 7–6(4), 6–3